# Liste der Kulturdenkmäler in Wiesbaden-Dotzheim
Die folgende Liste enthält die in der Denkmaltopographie ausgewiesenen Kulturdenkmäler auf dem Gebiet des Ortsteils Dotzheim der  Stadt Wiesbaden, Hessen.
Hinweis: Die Reihenfolge der Denkmäler in dieser Liste orientiert sich an der Anschrift, alternativ ist sie auch nach der Bezeichnung oder der Bauzeit sortierbar.
Kulturdenkmäler werden fortlaufend im Denkmalverzeichnis des Landes Hessen durch das Landesamt für Denkmalpflege Hessen auf Basis des Hessischen Denkmalschutzgesetzes (HDSchG) geführt. Die Schutzwürdigkeit eines Kulturdenkmals hängt nicht von der Eintragung in das Denkmalverzeichnis des Landes Hessen oder der Veröffentlichung in der Denkmaltopographie ab.

## Dotzheim
| Bild           | Bezeichnung    | Lage                      | Beschreibung                                    | Bauzeit | Objekt-Nr. |
| -------------- | -------------- | ------------------------- | ----------------------------------------------- | ------- | ---------- |
| Kriegerdenkmal | Kriegerdenkmal | Frauensteiner Straße Lage | Architekt/Planer: Rudolf Joseph, Arnold Hensler | 1928    |            |

## Schläferskopf
| Bild                    | Bezeichnung             | Lage                                                 | Beschreibung                   | Bauzeit   | Objekt-Nr. |
| ----------------------- | ----------------------- | ---------------------------------------------------- | ------------------------------ | --------- | ---------- |
| Kaiser-Wilhelm II.-Turm | Kaiser-Wilhelm II.-Turm | Schläferskopf LageFlur: 36,37,38,125, Flurstück: 3/1 | Architekt/Planer: Ludwig Euler | 1905–1906 |            |